# Кріс Вуд
Крі́стофер Грант Вуд (англ. Christopher Grant Wood; нар. 7 грудня 1991, Окленд, Нова Зеландія) — новозеландський футболіст, нападник клубу «Ноттінгем Форест» та збірної Нової Зеландії.

## Клубна кар'єра
Завдяки вдалій грі в юнацькій команді «Вест-Бромвіч Альбіон», Кріс був включений до складу резервної команди. Травми основних нападників насподівано відкрили Вуду дорогу до основного складу. В квітні 2009 року Кріс вийшов на заміну в матчі англійської Прем'єр-ліги проти «Портсмута». Таким чином він став п'ятим новозеландцем за всю історію, що грав у Прем'єр-лізі.
В січні 2013 року перейшов до «Лестер Сіті».
26 грудня 2023 року в матчі Прем'єр-ліги оформив хет-трик проти свого колишнього клубу «Ньюкасл Юнайтед». Вуд став 4-м гравцем в Прем'єр-лізі, що забив 3 голи у ворота своєї колишньої команди, після Енді Коула проти «Ньюкасла», Маркуса Бента проти «Блекберн Роверз» і Джошуа Кінга проти «Евертона». Також він став лише 7-м футболістом в історії Прем'єр-ліги, що відзначився хет-триком у День подарунків.

## Титули і досягнення
- Переможець Юнацького чемпіонату ОФК: 2007
- Володар Кубка націй ОФК: 2016
- Бронзовий призер Кубка націй ОФК: 2012